# 27 ق هـ
27 ق هـ هي السنة السابعة والعشرون السابقة للهجرة النبوية، وهي توافق ما بين سنتي 595 و596 حسب التقويم الميلادي، أي أنها بدأت في سنة 595م وانتهت في سنة 596م.